# Beamish
La Beamish è una birra irlandese prodotta da Beamish & Crawford di Cork, il cui prodotto di punta è la stout.

## Storia
Il marchio Beamish & Crawford fu fondato da Richard Henrick Beamish e Arthur Frederick Sharman Crawford nel 1792 a Cork, seconda città per importanza dell'Irlanda. I due acquistarono, da Edward Allen, il birrificio in Cramer's lane usato per produrre birra almeno dal 1650 (e probabilmente fin dal 1500).
Alfred Barnard, famoso storico di produzione di birra e distillazione, scrive nel suo libro Noti birrifici della Gran Bretagna & Irlanda del 1889 che "il commercio di Beamish & Crawford a Cork è molto antico, si può risalire fino al XVII secolo e si dice sia la fabbrica di birra porter più antica in Irlanda".
Sotto Beamish & Crawford l'azienda prospera e, nel 1805, diventa la più grande in Irlanda e la terza più grande compreso il Regno Unito, con una produzione di 100.000 barili all'anno, dopo essere partita dai 12.000 barili del 1792. Viene superata soltanto nel 1833 dalla Guinness nel primato nazionale.
Nel 1865, la fabbrica è stata oggetto di un programma di ammodernamento ed è stata completamente rinnovata, con una spesa di £100.000. L'azienda fu quotata in borsa nel 1901, pubblicando un capitale di partenza di £480.000. Un'ulteriore espansione è stata aiutata dall'acquisizione di un certo numero di birrifici locali all'inizio del XX secolo.
Nel 1962, il marchio è stato acquistato dalla canadese Carling-O'Keefe Ltd (srl), che ha intrapreso un nuovo aggiornamento tecnico della produzione. Nel 1987, la Elders IXL (oggi nel gruppo Foster's) ha incorporato a sua volta Carling-O'Keefe, e nel 1995, ha venduto Beamish & Crawford alla Scottish and Newcastle.
Dopo l'acquisto di Scottish and Newcastle nel 2008, il birrificio passa nelle mani della principale rivale a Cork, la Heineken International. A dicembre dello stesso anno viene annunciato che lo stabilimento della Beamish & Crawford, il più antico in Irlanda, verrà chiuso nel marzo 2009, con la perdita di 120 posti di lavoro. La produzione si sposterà, insieme a 40 operai, nella vicina azienda Heineken (già Murphy's). Dopo 2 anni dall'ingresso nel mercato americano, l'azienda olandese decide di limitare la vendita di Beamish alla sola Irlanda.
L'edificio ormai chiuso rimane situato nel cuore della vecchia città medievale di Cork, proprio vicino alla Porta Sud.

## Spillatura
Per una migliore degustazione di una pinta di Beamish va seguito il seguente metodo di spillatura:
1. Porre il bicchiere di vetro sotto la spina inclinato a 45°
2. Versare evitando che la spina tocchi il bicchiere o la birra
3. A 2/3 raddrizzare il bicchiere e versare fino a 23-30 millimetri dal bordo
4. Far riposare per 3 minuti
5. Riempire il bicchiere fino all'orlo in modo da ottenere una schiuma di 12-15 millimetri senza farla fuoriuscire.

La Beamish è commercializzata in lattine da 50 cl con una pallina di plastica al suo interno che contiene azoto. Quest'ultimo, permette una migliore resa gustativa creando l'effetto cascata, tipico della spillatura e una cremosa formazione di schiuma, difficilmente riproducibile in lattina.

## Curiosità
La Beamish è conosciuta come birra protestante, contrariamente alla sua vicina cattolica, la Murphy's.